# Übereinkommen über Fischereisubventionen
Das Übereinkommen über Fischereisubventionen, im englischen Agreement on Fisheries Subsidies, oder auch Fisheries Subsidies Agreement, ist ein 2022 von der Welthandelsorganisation (WTO) verhandeltes Abkommen. Teilweise wird es auch allgemein als Fischereiabkommen bezeichnet, insbesondere als es noch verhandelt wurde. Es ist ab Inkrafttreten Teil des Marrakesch-Abkommen, allerdings Stand Juli 2025 noch nicht in Kraft getreten.

## Geschichte
Im Rahmen der Doha-Runde, die 2001 startete, wurde begonnen, Regeln für den Umgang mit Fischereisubventionen zu entwickeln. Der Botschafter Guillermo Valles Games war 2007 Vorsitzende der Verhandlungsgruppe von Regeln und entwarf in dieser Funktion einen Vorschlag über mögliche Regeln. Dieser Vorschlag wurde während der Runde als guter Vorschlag gesehen, der Fokus der Verhandlungsrunde lag aber auf Landwirtschaft. Im Vorfeld des Abschlusses eines Fischereiabkommens durch die WTO Mitglieder wurde als Alternative diskutiert, die bereits angewandten Regeln des SCM Agreement zu erweitern, um auf Fischereisubventionen genau zu passen. Bei der 11. Ministerkonferenz der WTO (MC11) in Argentinien scheiterten zwar die Mitglieder darin ein Abkommen zu verhandeln, sie einigten sich aber darauf, bei der nächsten Ministerkonferenz das Abkommen zu schließen. Dies ist insbesondere auch im Lichte der Entscheidung der Vereinten Nationen zu sehen gewesen, dass das Ziel des Schutzes der Fischschwärme bereits 2020 erreicht sein sollte, nicht erst 2030. Das Abkommen wurde auf der 12. Ministerkonferenz der WTO (MC12) im Juni 2022 fertig verhandelt. Die Konferenz war für 2020 geplant, wurde aufgrund der Covid-19-Pandemie dann verschoben. Es ist erst das zweite Abkommen, was nach Errichtung der Welthandelsorganisation durch das Marrakesch-Abkommen 1995, verhandelt worden ist. Das Abkommen tritt in Kraft, wenn ihm 2/3 (111) der 166 Mitglieder der WTO beigetreten sind.
Das Abkommen enthält ein Moratorium. Innerhalb von vier Jahren nach Inkrafttreten des Abkommens tritt es außer Kraft, wenn der Allgemeine Rat es nicht verlängert. Auch wird das Abkommen nicht bereits als vollständig erachtet. Während der MC12 konnten sich die Mitglieder nur auf die Regelung einiger Punkte einigen. Die Mitglieder haben sich darauf verständig bei der 13. Ministerkonferenz in Abu Dhabi 2023 (MC13) weitere Teile zu verhandeln. Bis dahin wird innerhalb eines Komitees unter der Leitung des isländischen Botschafters Einar Gunnarsson über die weiteren Vertragsinhalte diskutiert. Die stellvertretende Generaldirektorin Angela Ellard stellte Anfang Juli 2023 fest, dass es Fortschritte gäbe, aber es noch mehr Diskussionen geben müsste.
Die OECD gab die Empfehlung an die Mitglieder, das Abkommen zu unterzeichnen und schuf ein Programm, um neue Daten zu sammeln, die das Befolgen des Abkommens sichern soll. Auch die WWF bat um Unterzeichnung des Abkommens als einen wichtigen Schritt gegen die Überfischung der Meere.

## Regelungsinhalte
Das Abkommen enthält bindende Regelungen für Fischereisubventionen und erzeugt einen Fond, der besonders Entwicklungsländern und LDCs dabei helfen soll, die Verpflichtungen zu erfüllen. Es verbietet Unterstützung für illegale und unregulierte Fischerei und verbietet vollständig das Befischen von überfischten Schwärmen und beendet die Möglichkeit der Fischerei in der Hohen See. Das Abkommen enthält weiterhin Vorschriften über die Unterstützung von Schiffen unter fremder Flagge als der subventionierende Staat.

### Regelungen im Speziellen
Artikel 1 des Abkommens legt fest, dass Subventionen im Sinne des Abkommens wie im SCM Agreement bezeichnet werden soll, während Artikel 2 spezielle Definitionen für das Abkommen festlegt. Der dritte Artikel regelt das Verbot und die Regulierung von Subventionen zu illegaler, unangemeldeter und unregulierter Fischerei und der vierte Artikel Subventionen bezüglich überfischter Schwärme. Artikel 5 ist dann eine Auffangnorm, die den Umgang mit weiteren Subventionen regelt.
Der Artikel 6 legt einige Ausnahmen für am wenigsten entwickelte Länder fest. Der von der Ministerkonferenz vereinbarte Fond ist in Artikel 7 geregelt. Das Abkommen enthält weiterhin in Artikel 8 Notifizierungsvorschriften über Subventionen. In Artikel 9 des Abkommens wird, wie bei anderen Abkommen ein Komitee eingerichtet, das insbesondere die Einhaltung der Notifizierung über Subventionen überwachen soll. Es ist dabei dem Rat für den Handel mit Waren untergeordnet.
Der zehnte Artikel enthält Streitbeilegungsvorschriften und Artikel 11 Schlussbestimmungen. Der letzte Artikel des Abkommens enthält das Moratorium, dass das Abkommen vier Jahre nach Inkrafttreten vom Allgemeinen Rat bestätigt werden muss.

## Ratifikationen
Die EU trat dem Abkommen am 8. Juni 2023 bei. Damit ist die Zahl der beigetretenen Mitglieder der WTO auf 34 gestiegen. China trat am 27. Juni 2023 bei. Der Handelsminister Wang Wentao stellte heraus, dass das Abkommen das Vertrauen der Mitglieder in den Multilateralismus stärken würde und China sich an den Verhandlungen der zweiten Phase aktiv beteiligen würde. Am 3. Juli 2023 trat Japan dem Abkommen bei und bei der Übergabe der Urkunde bekräftigte Botschafter Kazuyuki Yamazaki Japans Rolle und Bekräftigung für die Ziele des Abkommens. Auch Peru, laut FAO die drittgrößte Fischereimacht der Erde, betonte die Bedeutung des Abkommens für die eigene Wirtschaft. Mit der Akzeptanz Kap Verdes hatten 51 % der benötigten Staaten dem Abkommen zugestimmt. Am 2. April 2025 fehlten noch 16 Ratifizierungen für das Inkrafttreten.
| Mitglied                     | Beitrittsdatum    | Übergabe der Ratifikationsurkunde durch                                                            | Anmerkungen                                                                                      |
| ---------------------------- | ----------------- | -------------------------------------------------------------------------------------------------- | ------------------------------------------------------------------------------------------------ |
| Schweiz                      | 20. Januar 2023   | Bundespräsident Alain Berset                                                                       | Erster Ratifikationsstaat                                                                        |
| Singapur                     | 10. Februar 2023  | Minister für Handel und Industrie Gan Kim Yong                                                     | Erster asiatischer Staat                                                                         |
| Seychellen                   | 10. März 2023     | Fischereiministerin Jean-François Ferrari                                                          | Erster afrikanischer Staat                                                                       |
| Vereinigte Staaten           | 11. April 2023    | US-Handelsbeauftragte Katherine Tai                                                                |                                                                                                  |
| Kanada                       | 2. Mai 2023       | Botschafterin Nadia Theodore                                                                       |                                                                                                  |
| Island                       | 10. Mai 2023      | Botschafter Einar Gunnarsson                                                                       |                                                                                                  |
| Vereinigte Arabische Emirate | 16. Mai 2023      | Botschafter Ahmed Abdulrahman Al Jarman                                                            |                                                                                                  |
| Europäische Union            | 7. Juni 2023      | Handelsminister Schwedens Johan Forssell und Handelskommissar Valdis Dombrovskis                   | Der Beitritt gilt ebenso für alle Mitgliedstaaten der EU.                                        |
| Nigeria                      | 12. Juni 2023     | Botschafter Adamu Mohammed Abdulhamid                                                              |                                                                                                  |
| Belize                       | 16. Juni 2023     | Botschafterin Gianni Avila                                                                         |                                                                                                  |
| Volksrepublik China          | 27. Juni 2023     | Handelsminister Wang Wentao                                                                        |                                                                                                  |
| Japan                        | 3. Juli 2023      | Botschafter Kazuyuki Yamazaki                                                                      |                                                                                                  |
| Gabun                        | 12. Juli 2023     | Botschafterin Mireille Sarah Nzenze                                                                |                                                                                                  |
| Peru                         | 19. Juli 2023     | Außenministerin Ana Cecilia Gervasi Díaz                                                           |                                                                                                  |
| Ukraine                      | 17. August 2023   | Wirtschaftsministerin Julija Swyrydenko                                                            | Übergabe der Ratifikationsurkunde während eines Besuches von Ngozi Okonjo-Iweala in der Ukraine. |
| Hongkong, China              | 21. August 2023   | geschäftsführende Ständige Vertreterin Drew Lai                                                    |                                                                                                  |
| Neuseeland                   | 6. September 2023 | Botschafterin Clare Kelly (in persona) / Handelsminister Damien O’Connor (virtuell)                | Erstes Land aus Ozeanien                                                                         |
| Macau, China                 | 19. Oktober 2023  | Ständige Vertreterin Lúcia Abrantes Dos Santos                                                     |                                                                                                  |
| St. Lucia                    | 23. Oktober 2023  | Ständiger Vertreter Anthony Severin                                                                |                                                                                                  |
| Südkorea                     | 23. Oktober 2023  | Ständiger Vertreter Yun Seong Deok                                                                 |                                                                                                  |
| Kuba                         | 23. Oktober 2023  | Carlos Fidel Martin Rodriguez, Leiter für internationale Handelsorganisationen im Außenministerium |                                                                                                  |
| Elfenbeinküste               | 23. Oktober 2023  | Botschafter Kouadio Adjoumani                                                                      |                                                                                                  |
| Botswana                     | 23. Oktober 2023  | Beauty Manake, stellvertretende Handelsministerin                                                  |                                                                                                  |
| Australien                   | 23. Oktober 2023  | Tim Yeend, Associate Secretary des australischen Außenministeriums                                 |                                                                                                  |
| Albanien                     | 23. Oktober 2023  | stellvertretender Finanzminister Endrit Yzeiraj                                                    |                                                                                                  |
| Fidschi                      | 24. Oktober 2023  | Botschafter Luke Daunivalu                                                                         |                                                                                                  |
| Chile                        | 12. Dezember 2023 | Staatssekretärin für internationale Wirtschaftsbeziehungen Claudia Sanhueza Riveros                |                                                                                                  |
| Gambia                       | 13. Dezember 2023 | Innenminister Seyaka Sonko                                                                         |                                                                                                  |
| Vereinigtes Königreich       | 13. Dezember 2023 | Minister für Entwicklung Andrew Mitchell                                                           |                                                                                                  |
| Kap Verde                    | 26. Januar 2024   | Botschafterin Clara Manuela da Luz Delgado Jesus                                                   |                                                                                                  |
| Barbados                     | 14. Februar 2024  | Botschafter Matthew Wilson                                                                         |                                                                                                  |
| Dominica                     | 14. Februar 2024  | geschäftsführende Hochkommissarin Janet Charles                                                    |                                                                                                  |
| Senegal                      | 14. Februar 2024  | Botschafter Coly Seck                                                                              |                                                                                                  |
| Uruguay                      | 14. Februar 2024  | Botschafter Álvaro Moerzinger Pagani                                                               |                                                                                                  |
| Haiti                        | 21. Februar 2024  | Botschafter Justin Viard                                                                           |                                                                                                  |
| Tschad                       | 26. Februar 2024  | | im Rahmen der 13. Ministerkonferenz                                                              |
| Togo                         | 26. Februar 2024  | | im Rahmen der 13. Ministerkonferenz                                                              |
| Saudi-Arabien                | 26. Februar 2024  | | im Rahmen der 13. Ministerkonferenz                                                              |
| Ruanda                       | 26. Februar 2024  | | im Rahmen der 13. Ministerkonferenz                                                              |
| Norwegen                     | 26. Februar 2024  | | im Rahmen der 13. Ministerkonferenz                                                              |
| Malaysia                     | 26. Februar 2024  | | im Rahmen der 13. Ministerkonferenz                                                              |
| Brunei                       | 26. Februar 2024  | | im Rahmen der 13. Ministerkonferenz                                                              |
| Türkei                       | 26. Februar 2024  | | im Rahmen der 13. Ministerkonferenz                                                              |
| Philippinen                  | 27. Februar 2024  | Landwirtschaftsminister Francisco P. Tiu Laurel und Handelsminister Alfredo E. Pascual             | im Rahmen der 13. Ministerkonferenz                                                              |
| Südafrika                    | 1. März 2024      | Handelsminister Ebrahim Patel                                                                      | im Rahmen der 13. Ministerkonferenz                                                              |
| Russland                     | 18. März 2024     | Botschafter Nikolai Platonov                                                                       |                                                                                                  |
| Kambodscha                   | 6. Mai 2024       | Handelsministerin Cham Nimul                                                                       |                                                                                                  |
| Laos                         | 13. Mai 2024      | Botschafter Latsamy Keomany                                                                        |                                                                                                  |
| Mauritius                    | 14. Mai 2024      | Botschafterin Usha Chandnee Dwarka-Canabady                                                        |                                                                                                  |
| Katar                        | 22. Mai 2024      | Botschafterin Hend Abdalrahman Al-Muftah                                                           |                                                                                                  |
| Montenegro                   | 14. Juni 2024     | Botschafterin Slavica Milačić                                                                      |                                                                                                  |
| Kasachstan                   | 1. Juli 2024      | Botschafter Asset Irgaliyev                                                                        |                                                                                                  |
| Benin                        | 19. Juli 2024     | Botschafter Corinne Brunet                                                                         |                                                                                                  |
| Sierra Leone                 | 19. Juli 2024     | Botschafter Lansana Gberie                                                                         |                                                                                                  |
| Komoren                      | 22. Juli 2024     | Botschafter Sultan Chouzour                                                                        | zum Zeitpunkt der Ratifikation noch kein WTO-Mitglied – Beitritt zum 21. August 2024             |
| Osttimor                     | 22. Juli 2024     | stellvertretender Premierminister Francisco Kalbuadi                                               | zum Zeitpunkt der Ratifikation noch kein WTO-Mitglied – Beitritt zum 30. August 2024             |
| Jordanien                    | 23. Juli 2024     | Botschafter Walid Obeidat                                                                          |                                                                                                  |
| Ecuador                      | 9. Oktober 2024   | Botschafter José Valencia                                                                          |                                                                                                  |
| Burkina Faso                 | 16. Oktober 2024  | Außenminister Karamoko Jean Marie Traoré                                                           |                                                                                                  |
| Kuwait                       | 22. Oktober 2024  | Botschafter Nasser Abdullah Al-Hayen                                                               |                                                                                                  |
| Costa Rica                   | 15. November 2024 | Botschafter Ronald Saborio Soto                                                                    |                                                                                                  |
| Kamerun                      | 16. Dezember 2024 | Botschafter Salomon Eheth                                                                          |                                                                                                  |
| Israel                       | 22. Januar 2025   | Wirtschaftsminister Nir Barkat                                                                     | während des Weltwirtschaftsforums                                                                |
| Chinesisch Taipeh            | 18. Februar 2025  | Ständiger Vertreter Chang-Fa Lo                                                                    |                                                                                                  |
| Nordmazedonien               | 28. Februar 2025  | geschäftsführender Ständiger Vertreter Murim Bilali                                                |                                                                                                  |
| Guatemala                    | 10. März 2025     | Botschafter Eduardo Ernesto Sperisen-Yurt                                                          |                                                                                                  |
| Kolumbien                    | 19. März 2025     | Botschafter Mauricio Alberto Bustamante Garcia                                                     |                                                                                                  |
| Pakistan                     | 20. März 2025     | Botschafter Ali Sarfraz Hussain                                                                    |                                                                                                  |
| Antigua und Barbuda          | 3. April 2025     | Botschafter Colin Murdoch                                                                          |                                                                                                  |
| Moldau                       | 9. April 2025     | Botschafter Vladimir Cuc                                                                           |                                                                                                  |
| Bahrain                      | 28. April 2025    | Botschafter Abdulla Abdullatif Abdulla                                                             |                                                                                                  |
| Georgien                     | 19. Mai 2025      | stellvertretender Wirtschaftsminister Genadi Arveladze                                             |                                                                                                  |
| Lesotho                      | 20. Mai 2025      | Botschafter Tsiu Khathibe                                                                          |                                                                                                  |
| Malawi                       | 28. Mai 2025      | Botschafterin Caroline Bwanali-Mussa                                                               | 100. Ratifikation                                                                                |
| Nicaragua                    | 2. Juni 2025      | Botschafterin Rosalía Bohorquez Palacios                                                           |                                                                                                  |
| Panama                       | 12. Juni 2025     | Handelsminister Julio Moltó                                                                        |                                                                                                  |
| Ghana                        | 2. Juli 2025      | Botschafter Emmanuel Kwame Asiedu Antwi                                                            |                                                                                                  |
| Demokratische Republik Kongo | 11. Juli 2025     | Minister für internationalen Handel Julien Paluku Kahongya                                         |                                                                                                  |
| Sambia                       | 14. Juli 2025     | Botschafterin Eunice M. Tembo Luambia                                                              |                                                                                                  |
| Argentinien                  | 22. Juli 2025     | Botschafter Gustavo Lunazzi                                                                        |                                                                                                  |
| Sri Lanka                    | 6. August 2025    | Botschafter R.G.S. Wijesekara                                                                      |                                                                                                  |
| Nepal                        | 18. August 2025   | Botschafter Ram Prasad Subedi                                                                      |                                                                                                  |

### Im Vorfeld der Ministerkonferenz
- Lorand Bartels, Tibisay Morgandi: Options for the Legal Form of a WTO Agreement on Fisheries Subsidies. ICTSD, 2017. (im Vorfeld)
- Theresa Redding: Potential Implementation Steps of a WTO Agreement on Fisheries Subsidies. International Institute for Sustainable Development, 2020.

### Nach der Ministerkonferenz
- Mitchell Lennan, Stephanie Switzer: World Trade Organization Agreement on Fisheries Subsidies. SSRN, 2022 (englisch).
- A. Nowak-Salles: The WTO Agreement on Fisheries Subsidies and EU State Aid for Fisheries. In: European State Aid Law Quarterly. Jahrgang 22, Ausgabe 1, 2023, S. 86–88 (englisch).